# Андра Прадеш
Андра Прадеш је савезна држава Индије са површином од 162.970 km² и 53.060.000 становника, према попису из 2018. године. Налази се у јужној Индији и граничи се са Махараштром, Чатисгаром и Орисом на северу, Бенгалским заливом на истоку, Тамил Надуом на југу и Карнатаком на западу.Четврта је држава у Индији по површини и пета по становништву.
У Тирупатију се налази чувени хиндуски Венкатесвара храм.
Формирана је 1953. године од дела државе Мадрас.Име јој води порекло од народа Андра који говори језик телугу и дуго је настањен у овој области.
Главни град је Хајдарабад.

## Региони
Андра Прадеш се да поделити на три региона: Коста, Теленгана и Рајаласема. Коста је обални појас између Источних Гата и Бенгалског залива. Телангана је западно од Гата на Декану. Реке Годавари и Кришна извиру на Западним Гатима од Карнатаке и Махараштре и теку кроз Телангану према Бенгалском заливу, где формирају заједничку делту. Рајаласема лежи југоисточно на висоравни Декан у базену реке Пенер. Од Телангане је раздвојена планинама Ерамалама, а од Косте раздвојена је Источним Гатима. Реке Кришна и Годавари заједно натапају хиљаде квадратних километара и тиме чине једно од најплоднијих подручја Индије.

## Економија
Пољопривреда је главни извор прихода: две велике реке Годавари и Кришна теку кроз Андра Прадеш, па омогућују наводњавање. Од култура гаји се пиринач, шећена трска, памук и дуван. Због наводњавања Андра Прадеш производи много пиринча, па је називају индијска посуда пиринча. Андра Прадеш је заузела пету позицију у Индији у извозу ИТ сектора. Андра Прадеш је богата минералима, а производи и 11% електричне струје у Индији.

## Историја
Епови као Махабхарата и Рамајана потврђују да је и у антици ту постојала цивилизација. Током Маурја царства Андра је постојала као посебна држава на југу Индије. Имала је 30 утврђених градова и наводно милион пешака. Краљевство је било успостављено у долини реке Годавари. Андра је за време Ашоке била под његовом влашћу. Падом Маурја царства династија Сатавана је владала 565 година од 2. века п. н. е. до 2. века нове ере. Падом Сатавана створило се мноштво малих краљевстава. Од 624. до 1323. локални телугу језик постаје књижевни и замењује дотад доминантни санскрит и пракрит. Због тога Андра постиже свој властити идентитет. Андром су вековима владале Западне и Источне Чалукје, па Раштракуте и ране Чоле. После тога долази Какатија период у 12. и 13. веку. То је био један од најсјајнијих периода телугу историје, јер је цело подручје где се говорило телугу дошло под власт краља, који је говорио и подржавао књижевност на телугу језику. Какатија храмови су углавном били посвећени Шиви. Користили су Чалукја стил архитектуре и наптравили су познате храмове у Ханмаконди и Рамапа храм близу Варангала. Долази период муслиманске инвазије у 14. веку и Андра долази под контролу Делхијског султаната 1323. Задње хиндуско царство Виџајанагар царство обухватало је већину Андра Прадеша и Карнатаке. Андра Прадеш је од 1336. до 1450. био у саставу тога царства. Једна муслиманска династија је владала од 16. века до краја 17. века. Могулски цар Аурангзеб заузима Голконду 168., а после његове смрти 1707. могулска моћ слаби. После тога у подручју јача моћ Британска источноиндијска компанија и Француза. Током 17. века Британци заузимају обални појас Андра Прадеша.
Андра Прадеш је била прва држава унутар независне Индије, која је формирана на лингвистичкој бази. Постојали су јаки захтеви у подручјима околних индијских држава у којима се говорило телегу да постану део Андра Прадеша. После дуге борбе, у којој је било и изгубљених живота 1956. Андра Прадешу су прикључени околни дистрикти у којима се говори телегу. Међутим у припојеним подручјима створио се покрет који захтева посебну државу за та подручја.